# Рудолф VII фон Монфор
Рудолф VII фон Монфор (на немски: Rudolf VII Graf von Montfort; † 7 декември 1445/25 февруари 1446) е граф на Монфор в Баден-Вюртемберг. Той е от влиятелния и богат швабски род Монфор/Монтфорт, странична линия на пфалцграфовете на Тюбинген. От 1207 г. наследниците се наричат на дворец Монфор „граф на Монфор“.

## Живот
Той е четвъртият син (от осемте деца) на граф Вилхелм IV фон Монфор-Тетнанг († 1439) и съпругата му Кунигунда фон Верденберг († 1443), дъщеря на граф Албрехт III фон Верденберг-Хайлигенберг-Блуденц († 1420) и Урсула фон Шаунберг († 1412). Брат е на Улрих IV фон Монфор-Тетнанг († 1495), Хуго XIII (XI) фон Монфор-Ротенфелс-Арген-Васербург († 1491), Хайнрих III/VI фон Монфор († 1444), граф на Верденберг, Фретигау и Тауферс, Вилхелм VI/XI († 1435), граф фон Монфор.
След смъртта на баща им Вилхелм IV († 1439) синовете му разделят графството Монфор-Тетнанг на три: Тетнанг, Ротенфелс, Арген (Васербург Арген с Лангенарген), също на Верденберг със собственостите в Реция.

## Фамилия
Рудолф VII фон Монфор се жени за Беатрикс фон Хелфенщайн († сл. 1467), вдовица на Фридрих X фон Петау († 1438), дъщеря на Фридрих I фон Хелфенщайн († 1438) и графиня Агнес фон Вайнсберг († сл. 1474). Бракът е бездетен.
Той има от друга жена една дъщеря:
- Анна Щадлер († сл. 1440)